# 星周一郎
星 周一郎（ほし しゅういちろう、1969年9月7日 - ）は、日本の法学者。専門は刑法、刑事訴訟法、刑事政策、情報法、医事法。東京都立大学法学部教授、警察政策学会副会長。法務省司法試験考査委員、厚生労働省医道審議会委員、日鉄ソリューションズ取締役（監査等委員）。

## 人物
愛知県生まれ。1992年東京都立大学法学部卒業。1994年同大学大学院社会科学研究科基礎法学専攻修士課程修了、修士（法学）。1997年東京都立大学大学院社会科学研究科基礎法学専攻博士課程単位取得退学。
1997年東京都立大学法学部法律学科助手。2000年信州大学経済学部経済システム法学科助教授。2003年コロンビア大学コロンビア・ロー・スクール客員研究員。2005年信州大学大学院法曹法務研究科助教授、博士（法学）。2007年信州大学大学院法曹法務研究科准教授。
2009年より首都大学東京都市教養学部法学系教授を務める。2014年法務省日本法令外国語訳推進会議構成員。2017年より2年間都市教養学部長兼法学系長、学部再編後も2021年3月まで法学部長を務めた。
2018年法務省司法試験考査委員。2019年武漢大学法学部兼職教授、中南民族大学法学部兼職教授、武漢工程大学客員教授、河北工業大学人文・法律学部客員教授、日鉄ソリューションズ監査役。2020年より東京都立大学法学部法学科教授。2021年Zホールディングスデジタル時代における民主主義を考える有識者会議委員、日鉄ソリューションズ取締役（監査等委員）。
2022年警察庁サイバー事案の被害の潜在化防止に向けた検討会委員長。2023年八王子市生活安全対策協議会会長、厚生労働省死因究明等推進本部死因究明等推進計画検証等推進会議座長代理、Yahoo!ニュース公式コメンテーター、厚生労働省医道審議会委員。警察政策学会副会長。

## 研究者として
専門は刑法、刑事訴訟法、刑事政策、情報法、医事法。防犯カメラやサイバー犯罪を専門としており、その分野の著作や社会活動が多い。
前田雅英門下であり、前田が弘文堂から出版している『最新重要判例250 刑法』では第12版から共著の形で名前を連ねている。

## 交友
行政法学者の藤原静雄中央大学大学院法務研究科教授は有識者会議などで知り合った知人で、「星の話はおもしろいから」として、畑違いの防犯カメラの講演会に推薦されたことがサイバーセキュリティ研究などを始めるきっかけにもなった。

## 著書
（単著）
（共著）